# Слоуп (округ, Північна Дакота)
Шаблон:StateAbbr_ 46°27′ пн. ш. 103°28′ зх. д. / 46.45° пн. ш. 103.46° зх. д.
Округ  Слоуп (англ. Slope County) — округ (графство) у штаті  Північна Дакота, США. Ідентифікатор округу 38087.

## Історія
Округ утворений 1915 року.

## Демографія
За даними перепису 
2000 року 
загальне населення округу становило 767 осіб, усе сільське.
Серед мешканців округу чоловіків було 413, а жінок — 354. В окрузі було 313 домогосподарства, 223 родин, які мешкали в 451 будинках.
Середній розмір родини становив 2,96.
Віковий розподіл населення поданий у таблиці:
| Стать    | До 15 років | 15-21 | 22-29 | 30-39 | 40-49 | 50-65 | 65-85 | Понад 85 |
| -------- | ----------- | ----- | ----- | ----- | ----- | ----- | ----- | -------- |
| Чоловіки | 70          | 46    | 17    | 53    | 83    | 72    | 65    | 7        |
| Жінки    | 65          | 33    | 17    | 38    | 76    | 60    | 62    | 3        |

## Суміжні округи
- Біллінгс — північ
- Старк — північний схід
- Геттінгер — схід
- Адамс — південний схід
- Баумен — південь
- Феллон, Монтана — захід
- Голден-Веллі — північний захід

## Виноски
1. ↑  US Decennial Census. US Census Bureau. Процитовано 1 лютого 2015.
2. ↑  Historical Census Browser. University of Virginia Library. Архів оригіналу за 11 серпня 2012. Процитовано 1 лютого 2015.
3. ↑  Forstall, Richard L., ред. (20 квітня 1995). Population of Counties by Decennial Census: 1900 to 1990. US Census Bureau. Процитовано 1 лютого 2015.
4. ↑  Census 2000 PHC-T-4. Ranking Tables for Counties: 1990 and 2000 (PDF). US Census Bureau. 2 квітня 2001. Процитовано 1 лютого 2015.
5. ↑  State & County QuickFacts. Бюро перепису населення США. Архів оригіналу за 5 вересня 2015. Процитовано 1 листопада 2013. [Архівовано 2015-09-05 у Wayback Machine.](англ.) Наведено за англійською вікіпедією.
6. ↑  American FactFinder. Бюро перепису населення США. Архів оригіналу за 26 лютого 2012. Процитовано 31 січня 2008. [Архівовано 2008-05-21 у Wayback Machine.]

| США | Це незавершена стаття з географії США. Ви можете допомогти проєкту, виправивши або дописавши її. |